# Fidji aux Jeux olympiques d'hiver de 1988
Les Fidji participent aux Jeux olympiques d'hiver de 1988, qui ont lieu à Calgary au Canada. Ce pays, représenté par un athlète en ski de fond, prend part aux Jeux d'hiver pour la première fois de son histoire. Il ne remporte pas de médaille.

## Résultats

### Ski de fond
| Épreuve      | Athlète          | Course            | Course |
| Épreuve      | Athlète          | Temps             | Rang   |
| ------------ | ---------------- | ----------------- | ------ |
| 15 km hommes | Rusiate Rogoyawa | 1 h 01 min 26 s 3 | 83     |